# سهراب آباد (مقاطعة دلفان)
سهراب‌آباد (بالفارسية: سهراب‌آباد) هي قرية تقع في قسم ميربغ الشمالي الريفي (مقاطعة دلفان) في إيران. يقدر عدد سكانها بـ 171 نسمة .